# Евней
Евней (грец. Εύνηος) — син Ясона й Гіпсіпіли, благородний герой Лемносу. Мав дружні стосунки з ахейцями, проте не брав участі в Троянській війні.